# Cantu a chiterra

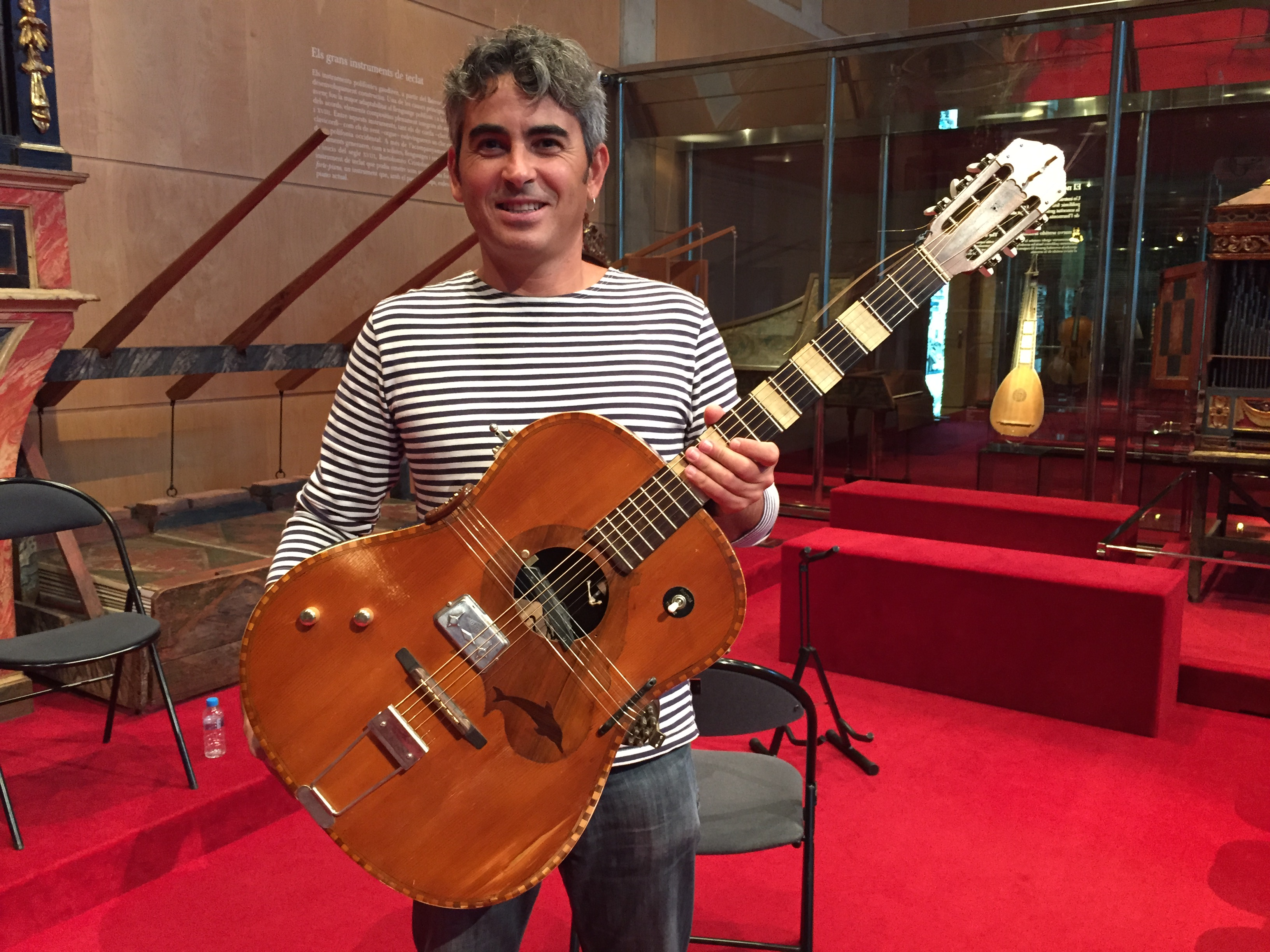
Chiterra sarda, en un concert al Museu de la Música de Barcelona

El cantu a chiterra o cantu a ghitarra en sard és una forma típica de cant monòdic en llengua sarda i gal·luresa. És freqüent al nord de Sardenya, especialment a Logudor, Goceano, Planargia i Gal·lura. El cantu a chiterra és considerat com una de les formes més refinades i cultes de la música tradicional sarda. Bàsicament, és un tipus de cant que s'acompanya amb la chitarra o guitarra sarda, un instrument que té característiques pròpies. La seva execució, però, s'ha d'ajustar a uns modes prefixats que tenen la funció de servir de marc de referència sobre els quals músics i cantants improvisen i creen les seves interpretacions.

## La guitarra sarda
Probablement la presència de la guitarra a Sardenya es remunta a l'època de les dominacions ibèriques, on s'utilitzava per a acompanyar el cant, on les melodies ja existien molt abans de la invenció de la pròpia guitarra. D'alguns estudis sobre les tradicions etnomusicals de Sardenya aprenem que la guitarra està present a Sardenya almenys des del segle xvi, tant és així que a la Carta del Gremi de Fusters d'Oristano hi formaven part també els "chitarrari" (constructors de guitarres). Malgrat això, l'any 1598 un decret del virrei de Sardenya va prohibir tocar la guitarra a la nit després del toc de campanes. Al segle xix semblen existir a l'illa guitarres de quatre cordes, anomenades "quartina". Més endavant, l'any 1885 a Sassari, la casa de música Ferraris inicià la importació de guitarres a Lombardia i Sicília, el model més estès era la "guitarra terzina", de mesures més petites que els models espanyols. Més tard, cap al 1930 s'imposaren a l'illa guitarres més grans que les espanyoles, dites "chitarre giganti", emprades per a acompanyar el cant, amb un to més baix que facilitava la tècnica dels cantadors. Uns anys més tard s'establiria un model fet pel lutier Ignazio Secchi i el seu germà Peppino, i Aldo Cabitza hi afegiria canvis, de manera que les mides de la caixa arribarien als 78 centímetres (entremig d'una guitarra clàssica i una guitarra baix).
La guitarra sarda és un tipus de guitarra acústica de cordes metàl·liques amb una forma particular de la caixa, més gran que la d'una guitarra clàssica. Una altra peculiaritat d'aquesta guitarra és la distribució dels trasts (II, III, VII, X i XII), a diferència de la guitarra clàssica (I, III, V, VII, IX i XII), aquestes marques tonals oferien un ús més pràctic per a l'execució del cant amb guitarra.

## Història
Durant segles, la tradició del cantu a chiterra es va mantenir viva i es va cultivar amb diverses variants locals en l'àmbit familiar, fins que al segle xx va sortir a l'espai públic. I quan va aparèixer als carrers i places, ho va fer amb l'anomenada gara di cantu a chiterra, una forma competitiva d'exhibició del cant que va experimentar una gran difusió en el marc de les festes patronals que se celebraven a cada població i que encara es manté avui dia. En aquest tipus de gara o competició, intervenen i “lluiten” dos o tres cantants ―els anomenats cantadores― que, acompanyats per la guitarra, rivalitzen amb les seves improvisacions per demostrar la qualitat de les seves veus. Als duels, que solen ser molt intensos, cada cantadore interpreta una sola estrofa per torn, la qual s'alterna amb les que canten els altres competidors. Les formes musicals utilitzades són només uns models de referència, sobre els quals cada cantadore pot improvisar a voluntat. Quan més gran sigui el seu bagatge i la seva experiència musical, més recursos tindrà per fer-los servir. Els textos dels cants habitualment estan escrits en llengua sarda i gal·luresa, i provenen de la poesia tradicional i de les obres dels grans poetes sards. A Sardenya, la poesia és igualment una de les arts més estimades, i coincideix amb el cantu a chiterra en què també s'hi celebren gares poètiques, que són molt populars.

## Variants
Hi ha dotze tipus o variacions del cantu a chiterra:
- Cantu in re (Boghe in re), nascut a Logudor, del que deriven variants com el cant en re "a S'Othieresa", "a sa Piaghesa", és la més coneguda i que s'utilitza per començar les competicions musicals.
- S'isolana, és una versió simplificada de la "Piaghesa antiga".
- Sos mutos, majotiràriament són cançons d'escaramusses amoroses, amb molta ironia, presents a tota l'illa.
- Sa nuoresa, possiblement derivada del cant fúnebre anomenat "Attitidu".
- La Tiempesina, nascuda a Tempio, Gal·lura.
- La Filoglana, nascuda a Gal·lura, es tracta d'un cant alegre.
- La corsicana, inventat per Ciccheddu Mannoni (Gal·lura).
- Su Trallalleru, originari de Campidano, és un cant alegre i sovint burleta.

Altres variants són més complexes, tant pel refinament dels motius musicals com per la dificultat d'execució:
- Su Fa diesis (per fa sostingut).
- Su Si bemole (per si bemoll).
- Su Mi e La, natural de Bosa, Pianargia, que sembla tenir l'origen en el cant dels pescadors.
- Sa Disisperada, gal·luresa, aquest cant sempre es du a terme al final dels concerts, com a cloenda.[5]